# Nymphoides elegans
Nymphoides elegans là một loài thực vật có hoa trong họ Menyanthaceae. Loài này được A. Raynal mô tả khoa học đầu tiên năm 1971.